# Lucia Micheli
Lucia Micheli (Lecco, 4 aprile 1969) è un'ex canoista italiana.

## Carriera
Nata a Lecco nel 1969, a 23 anni ha partecipato ai Giochi Olimpici di Barcellona 1992, nel K-4 500 metri, insieme alle venete Amalia Calzavara, Annacatia Casagrande e Chiara Dal Santo, venendo eliminata in semifinale con il tempo di 1'41"08 (quarta posizione, passavano i primi tre), dopo essere arrivata quarta anche in batteria, in 1'38"82. Nel 1996 ha sposato il concittadino e collega Antonio Rossi, vincitore di 5 medaglie olimpiche, di cui tre d'oro, con il quale ha avuto due figli: Angelica, nata nel 2000 e Riccardo Yuri, nato nel 2001.